# Крыловская (Крыловский район)

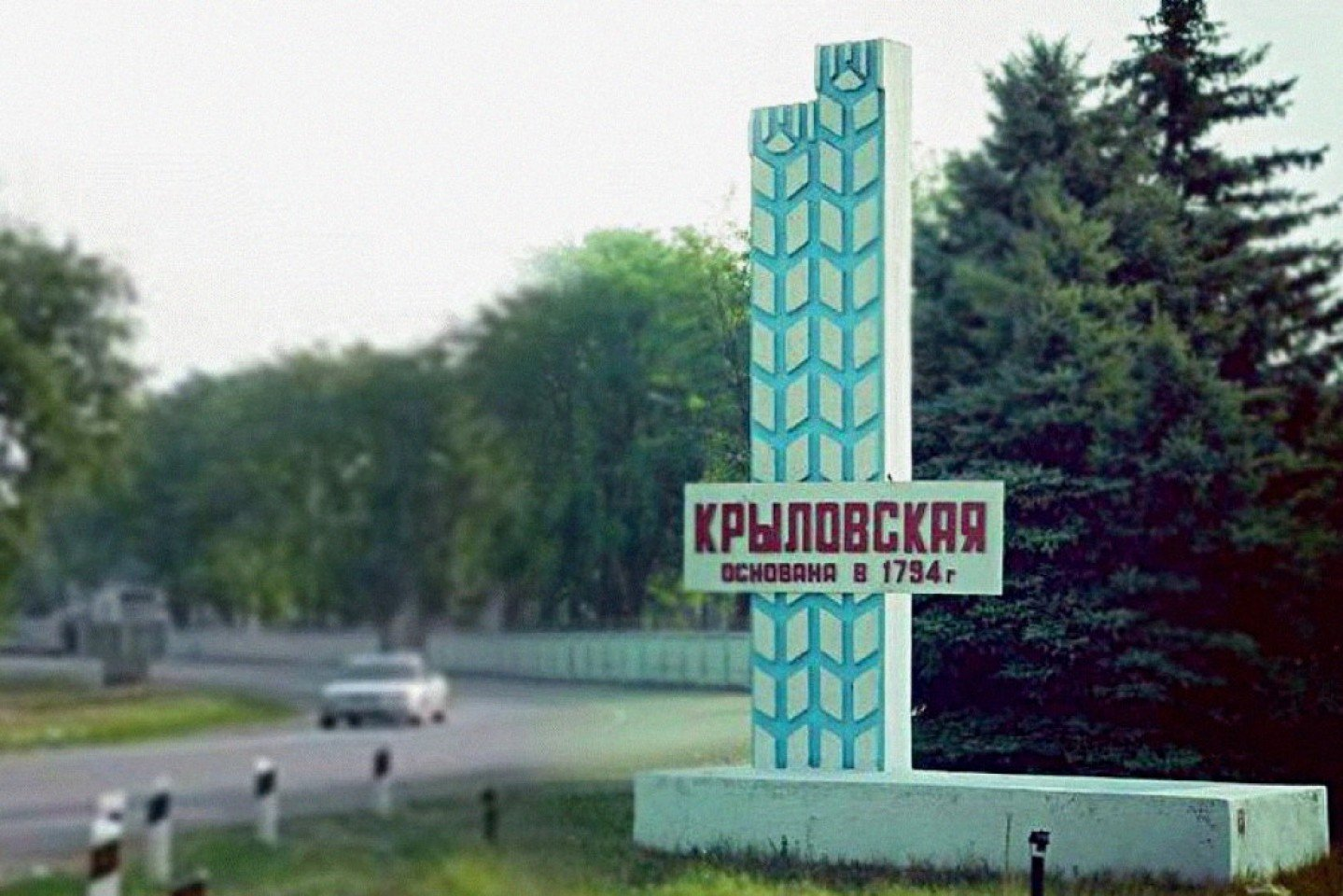
Каменная стелла на въезде в станицу

Крыловска́я — станица, административный центр Крыловского района Краснодарского края. Центр Крыловского сельского поселения.

## География
Станица расположена на реке Ея, при впадении в неё реки Весёлая, в степной зоне.

## История
Екатерининский курень (станица Екатериновская с 1841 года, станица Крыловская с 1961 года) — поселение основанное в самом конце XVIII века в 1794 году, когда эти территории активно заселялись запорожскими казаками.
В соответствии с Кучук-Кайнаджирским договором (1774 года) между Османской и Российской империями, южной границей России ставала река Ея. Именно после победы над Османской империей в 1768—1774 гг., был подписан манифест Екатерины II о ликвидации Запорожской Сечи, козаки запорожцы расселялись по разным регионам империи. В 1783 году к России было присоединено территории южнее р. Ея и границей стала река Кубань. Именно после этого территория между реками Ея (на севере) и Кубань (на юге) начала активно заселяться черноморскими (Черноморское козачье войско было сформировано в 1787 году из запорожских козаков) и донскими козаками. Период 1792—1794 гг. стал временем появления первых 40 куреней (38 из них получили прежние, Сечевые, названия и 2 новые). Среди куреней с новыми названиями был и Екатерининский (позже Екатериновский), назван именем тогдашней императрицы, который и дал начало станицы Крыловской. Именно 1794 год считается годом основания поселения. Первым поселенцем был Назар Резвый, с женой, сыном и двумя домработницами, постепенно население пополнялось из числа бывших запорожцев и переселенцев с других куреней.
В 1809 году в Екатериновском курене жило уже 350 мужчин и 253 женщины.

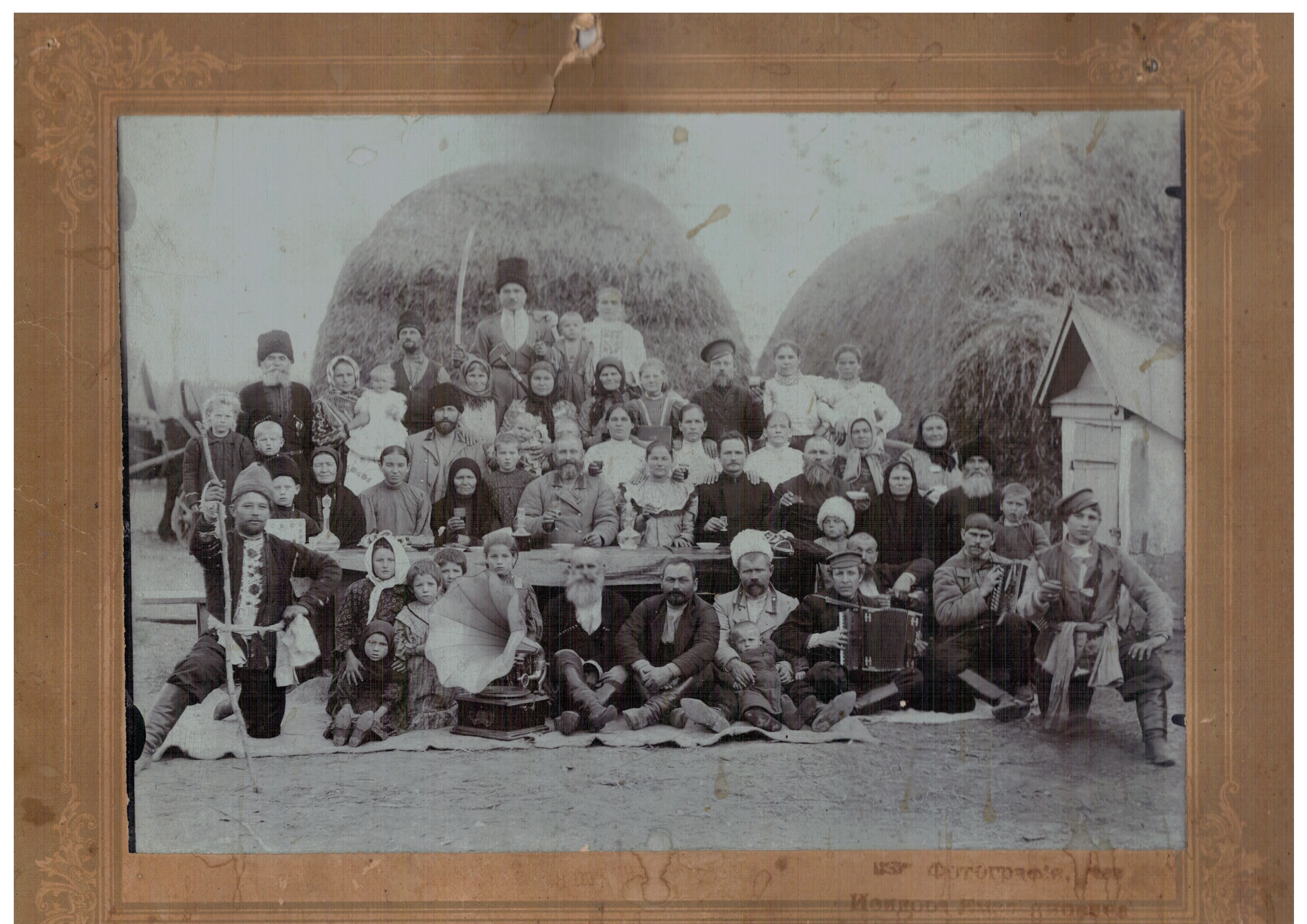
Станица Екатериновская дореволюционное фото

Фамилии жителей Екатериновского куреня по ревизии 1811 года:
Антоненко, Аременко, Артюшенко, Бабченко, Багмутенко, Бандуренко, Барабашъ, Барташъ, Безверхій, Безпалій, Безщестній, Беланъ, Белина, Белій, Белоусъ, Белый, Бовша, Бондаренко, Бондаръ, Бородавчиха, Борщъ, Брюховецкій, Былетченко, Василевскій, Василенко, Васильченко, Вдовиченко, Великоусъ, Величенко, Величко, Вельховій, Веребей, Верецаца, Вернигора, Вихоръ, Вовнянка, Волженко, Воропай, Гаврилко, Гавришъ, Гайдукъ, Галушчиха, Гаркавая, Гарусъ, Гаценко, Гвозниця, Герасименко, Глижа, Глушко, Головка, Головченко, Голота, Голубъ, Гончаръ, Горбенко, Грабовенко, Грынь, Гурда, Даданъ, Даниленко, Демура, Демченко, Дикий, Добрянко, Донченко, Дробченко, Другобицкій, Дулій, Евфименко, Жура, Журавель, Завидовскій, Заволока, Заворотинская, Задырака, Заецъ, Закорецкій, Заруба, Зубъ, Зынченко, Иванченко, Ивченко, Игнатовичъ, Илляшенко, Ищенко, Кайдашъ, Капустянскій, Карпенко, Касяненко, Кипенко, Китайгородский, Кладей, Клещъ, Клименко, Клименчук, Ковалевскій, Коваленко, Коваленщенко, Коваль, Кожомяха, Козелъ, Козинецъ, Коколевскій, Колениченко, Коленько, Колесникъ, Колотнеча, Комличенко, Кондратенко, Коникъ, Конотопецъ, Коношенко, Коржиха, Коржъ, Костенко, Кострубенко, Костюкъ, Косулька, Котляревский, Кравченко, Крикунъ, Кулбацкій, Куличка, Курашъ, Курепка, Кусаченко, Кучеренко, Кушнеръ, Кушченко, Кытъ, Лахачъ, Лебедь, Лещенко, Лещученко, Лизъ, Лисий, Лисиця, Лисовецъ, Луговій, Лушпай, Льясский, Мадала, Малежикъ, Малишъ, Малій, Малой, Малюкъ, Марухничъ, Матвеенко, Мельникъ, Миргородъ, Михайленко, Морозъ, Москаленко, Мотузенко, Мырній, Надьточей, Назаренко, Назарецъ, Неволникъ, Недбайло, Неделька, Ненька, Николаенко, Николенко, Ничипоренко, Новиченко, Овдеенко, Павленко, Падалка, Палагута, Палеенко, Панченко, Парнюкъ, Пацюра, Передереенко, Перемотенко, Петренко, Погорелій, Погребнякъ, Подибайло, Подорожняя, Половій, Полоса, Полосний, Поляковъ, Помазаненко, Поповъ, Прибильскій, Пригода, Придатокъ, Пузеничъ, Радченко, Резвій, Резникъ, Рожновъ, Романченко, Роменскій, Рябій, Савенко, Савченко, Садовенко, Салашній, Самарскій, Саржанъ, Сахно, Святогоръ, Сеженчиха, Сенченко, Сердюкъ, Сердюченко, Середа, Сериченко, Симоненко, Синько, Скляръ, Смалюга, Смириха, Соловаръ, Соломаха, Солоней, Стасюкъ, Степаненко, Сторчунъ, Сусъ, Сынко, Тагунъ, Тарасенчиха, Татаринъ, Татусенко, Телятникъ, Темченко, Ткаченко, Ткачъ, Троянка, Турчинъ, Тымошенко, Тыхоненко, Уласенкова, Уманенко, Федорко, Фесенко, Фесченко, Харковскій, Харчукъ, Хиленко, Ходичъ, Хоменко, Хоруженко, Цыбуля, Цынбалка, Чайченко, Чередниченко, Чигринька, Чмель, Чмиренко, Чухно, Шабельникъ, Шаманскій, Шамюкъ, Шевченко, Шелестъ, Шило, Шкуренскій, Шкыль, Шостак, Шостаченко, Шпакъ, Штепа, Шугай, Шугайло, Шулга, Шульженко, Щедерскій, Юрченко, Якименко, Яковенко, Яновскій, Ярошенко, Яценко.

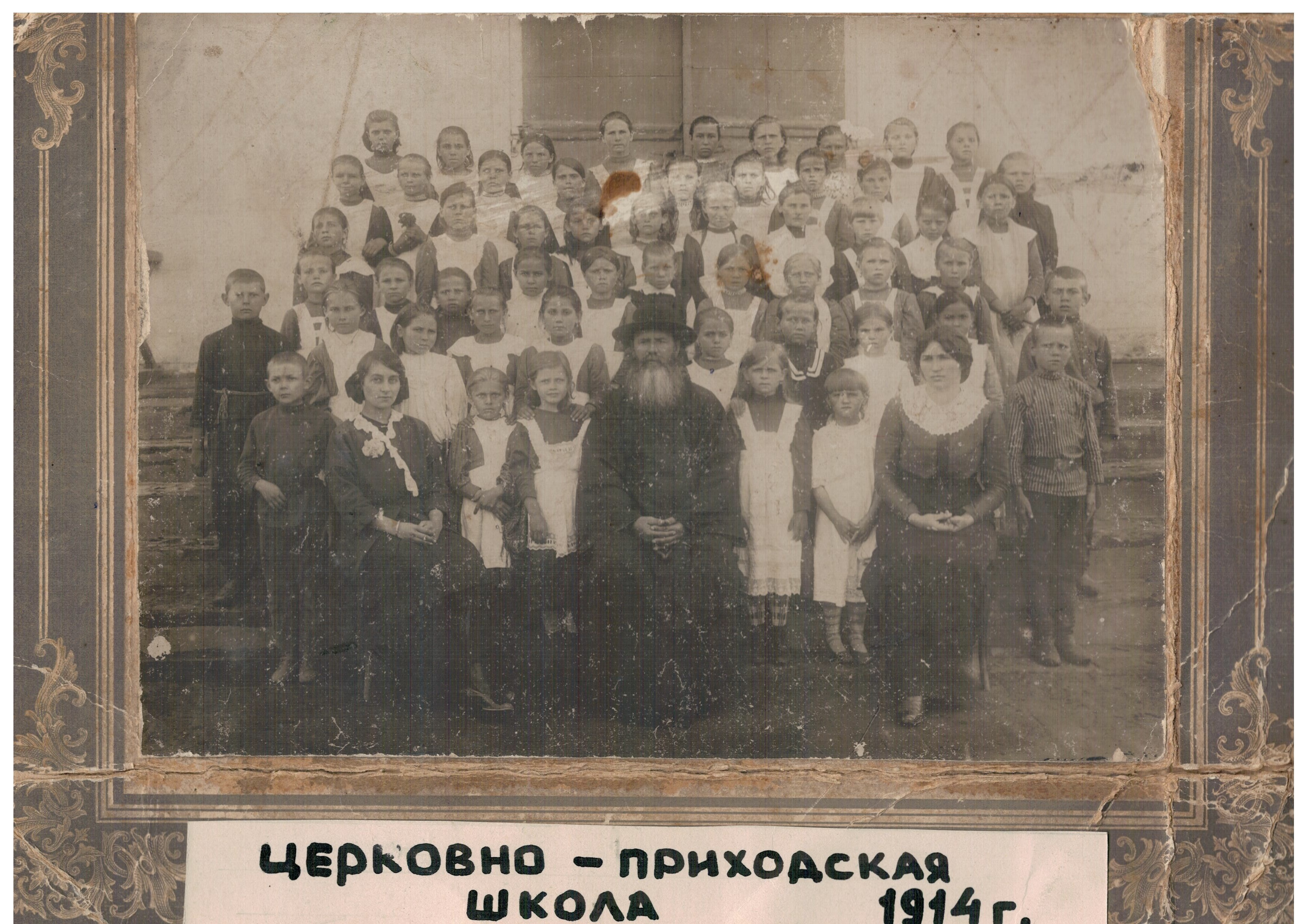
Церковно-приходская школа станицы Екатериновская в 1914 году

В первой половине XIX века в эти регионы было произведено три больших переселения (в 1809—1811 гг., 1821—1825 гг., и 1848—1849 гг.), переселенцы с Черниговской, Полтавской и некоторых других губерний, хотя первые две были основными регионами откуда люди шли на Кубань. Переселения эти были добровольные, сначала жители отправляли «ходаков», которые шли и осматривали территория, а потом уже за ними переселялись и другие. В связи с этим население станицы увеличилось в несколько раз. В 1811 году в станице была построена первая, деревянная Екатерининская церковь, в 1875 году — каменная, а в 1910 году построили и освятили Спасскую каменную церковь.
По административному делению Екатерининский курень относился к Ейскому отделу, в 1842 году в соответствии с Положением о Черноморском козачьем войске курени переименовывались в станицы.

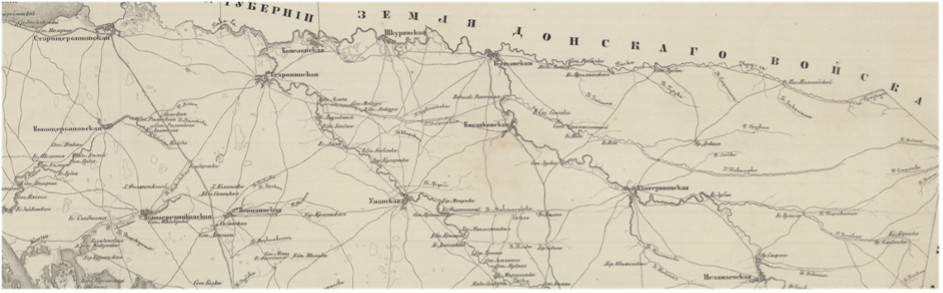
Станица Екатериновская на карте 1857 года

По описи из списка населённых мест Кубанской области за 1885 (по данным 1882 года) станица Екатериновская, расположена на левом берегу реки Ея, расстояние от уездного города (Ейск) — 141 верста. В станице 765 дворов, в которых проживало 3055 жителей мужского пола и 2998 — женского пола (всего 6053 человека), из них не имеющих оседлости 418 мужчин и 351 женщина. За национальностью малороссияне (украинцы), вероисповедание — православие. В станице одна церковь, мужская школа, семь лавок, шесть питейных заведений, оптовый склад спирта, пятнадцать ветряных мельниц, два кирпичных и один кожевенный завода, по воскресеньям базар, две ярмарки: проводская и 14 сентября
Население станицы постоянно увеличивалось, так до 1917 года в Екатериновской в 1988 дворах проживало 18434 жителя.
Последующие десятилетия были очень трагическими как для Кубани в целом, так и для отдельных станиц, в том числе и Екатериновской. Следует сказать, что по данным переписи 1926 года больше 60 % жителей Кубанского округа (куда входила в это время и станица Екатериновская) составляли украинцы, более того, тут, как и в других регионах с преобладанием этнических украинцев проводилась политика коренизации (украинизации).
Учитывая этот факт совсем не странно, что конец 1920-х и начало 1930-х годов — это время, когда множество людей пострадало от политики, которую проводила советская власть, для жителей сельской местности раскулачивание и Голодомор 1932—1933 гг. — это страшные времена, которые многие хотели бы забыть. Эти страшные события не прошли мимо и станицы Екатериновской, жительница станицы 1915 года рождения так вспоминает эти события. В 1929 году началась коллективизация, высылка из ст. Екатерининской, и «…в 1929 году кинули [выгнали] нас из новой хаты. В феврале, метель, аж сиза … Скитались, скитались, а затем папа и мама перебрались в совхоз, туды, к Пятигорску … ну и там работали». Кто-то из станичников в поезде узнал отца, сообщил в милицию, отца арестовали как кулака, посадили в тюрьму в Пятигорске, а в 1933 году расстреляли… Про Голодомор эта же уроженка Екатериновской станицы говорит так: «… Я не знаю хто этим [голодом] руководил. Эта такое зверство было. Вы знаете, не заснешь, не праснешся [ни во сне, ни наяву не уйти от воспоминаний]. Все у меня в глазах. Все што было… Ото ж молиш Бога, — Госпади, да хоть бы как-нибудь забыть! Не, никак. Никак. Такая страсть».

О количестве жертв от Голодомора можно судить по другим воспоминаниям, жителей ст. Кисляковской: «…Ой-ё-ё-ёй, оцэ ны над ай вспоминать. В 1933 году, вместе с отцом пошли в ст. Екатериновскую купить картошки на посадку. В станице им пришлось розойтись по разным квартирам. Отец той же ночью умер и его похоронили на кладбище в общей яме. (Сейчас на этом месте стоит маслобойный заводик).»

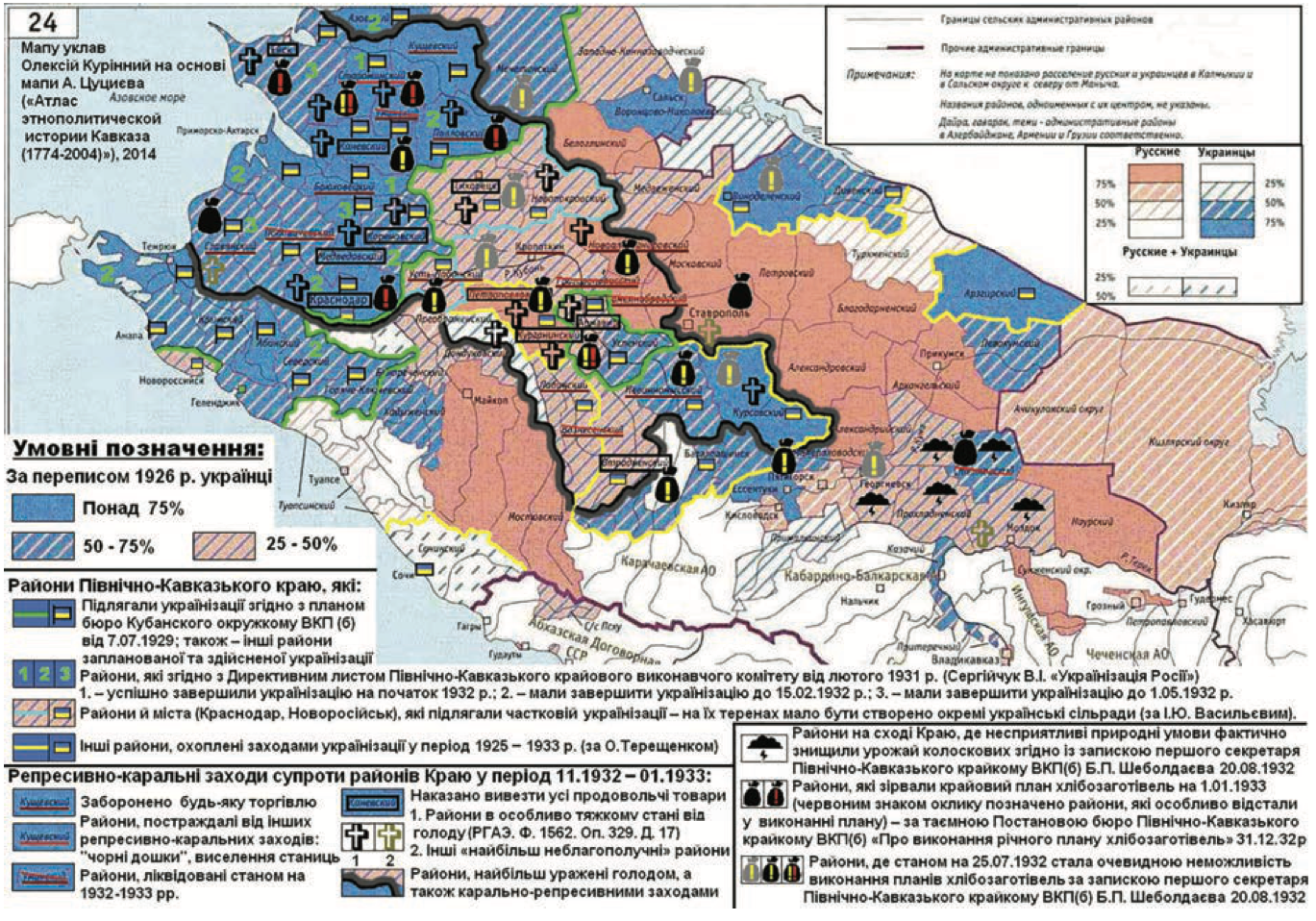
Куринный О. Карта геноцида украинцев Северного Кавказа в 1932—1933 гг. Сделана на основе карты: Русские и украинцы — различение переписью

Вместе с Голодомором, раскулачиванием и коллективизацией на Кубани происходила и борьба с украинизацией. 14 декабря 1932 года ЦК ВКП(б) и советское правительство выдали постановление «О хлебозаготовках на Украине, Северном Кавказе и в Западной области», где отмечалось также: «… легкомысленная … не большевистская „украинизация“ почти половины районов Северного Кавказа при полном отсутствии контроля … дала легальную форму врагам Советской власти для организации сопротивления … со стороны кулаков, офицерства, реэмигрантов-казаков, участников Кубанской Рады и т. д. … в целях разгрома сопротивления хлебозаготовкам кулацких элементов и их „партийных“ и беспартийных прислужников … постановляют…». Далее идет целый ряд пунктов, в которых указывается о необходимости проведения акций по сокращению украинизации и прочего.
После революции в 1920 году возникла Кубано-Черноморская область, которая просуществовала до февраля 1924 года, в этот период станица Екатериновская была центром Екатериновской волости, Ейского отдела. В период с февраля 1924 года по март 1937 года Екатериновская входила в состав Павловского района Кубанского округа, Северо-Кавказского края и была центром сельского совета. После 1937 года территория станицы вошла в состав Краснодарского Края. Ещё в 1934 году был создан отдельный Крыловский район с центром в станице Екатериновской, но в феврале 1963 года вследствие укрупнения районов, территория Крыловского района была разделена между Павловским (сюда вошла и станица Екатериновкая, которая на этот момент уже называлась Крыловская) и Кущевским районами. В апреле 1978 года Крыловский район был вновь образован. Тут следует также указать, что Указом президиума Верховного Совета РСФСР 11 августа 1961 года станица Екатериновская переименована в Крыловскую.

## Административно-территориальная принадлежность

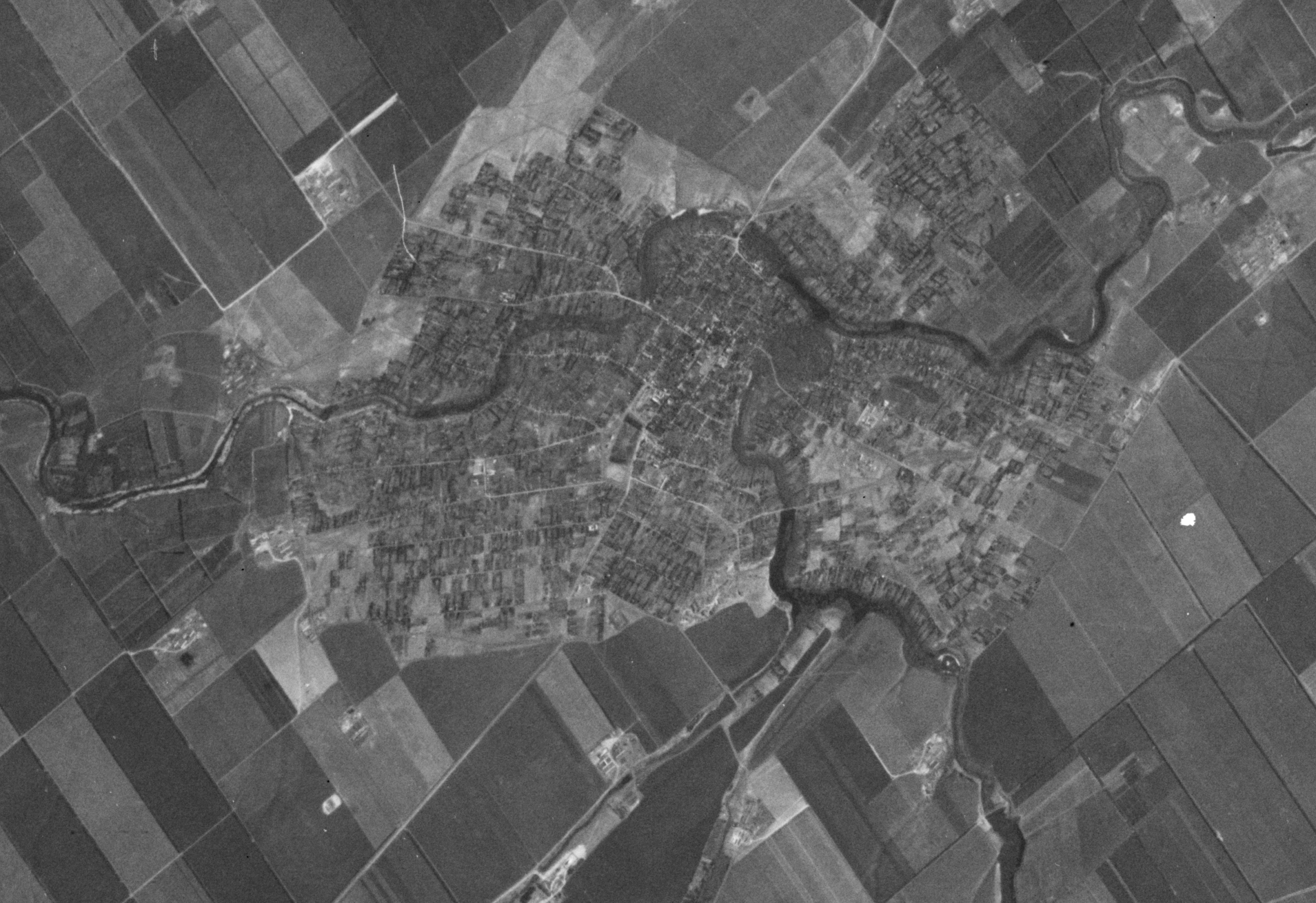
Снимок со спутника в 1962 году. Источник.

Ниже приводится хронология административной принадлежности населённого пункта Крыловская со времени его основания в 1794 году, изменение его названия в разные периоды времени.
с 1794г — Черномория, Ейский округ, Екатериновский курень
с 1842г — Черномория, Ейский округ, станица Екатериновская
с 1869г — Кубанская обл. Ейский уезд, станица Екатериновская
с 1888г — Кубанская обл. Ейский отдел, станица Екатериновская
с 1920г — Кубано-Черноморская обл., Ейский отдел, Екатериновская волость, станица Екатериновская
с 1924г — Северо-Кавказский край, Кубанский округ, Павловский район, станица Екатериновская
с 1934г — Азово-Черноморский край, Крыловской р-н, станица Екатериновская
с 1937г — Краснодарский край, Крыловской р-н, станица Екатериновская
с 1961г — Краснодарский край, Крыловской р-н станица Крыловская

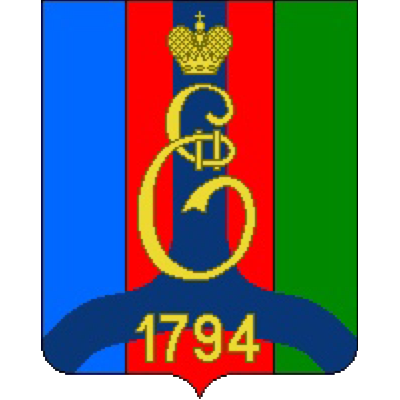
Герб станицы Екатериновская дореволюционного времени.

## Население
| 1939   | 1959  | 1979    | 1989    | 2002    | 2010    | 2021    |
| ------ | ----- | ------- | ------- | ------- | ------- | ------- |
| 10 611 | ↘9690 | ↗10 107 | ↗11 995 | ↗14 419 | ↘13 621 | ↘12 797 |

## Экономика
В станице действуют ООО «Велотранс» (велосипедный завод), ОАО «Элеватор Крыловский», ЗАО «Крыловское» (производство водки), ОАО «Молзавод Крыловский», ООО «Цегла» (кирпичный завод).